# Vivarais

Wapen van Vivarais onder de Franse koning

Vivarais (Occitaans: Vivarés)  is een voormalige provincie van Frankrijk, die nagenoeg overeenkomt met het huidige departement Ardèche in de regio Auvergne-Rhône-Alpes. Het gebied maakte sinds de 16e eeuw deel uit van de provincie Languedoc, evenwel met behoud van een eigen provinciale Staten-Generaal. In 1789 werd de provincie een departement.

## Geschiedenis
Vivarais is genoemd naar het plaatsje Viviers, dat al in de Karolingische tijd als Graafschap bestond. Het werd in de 10e eeuw ingenomen door de graven van Toulouse. In werkelijkheid was het de bisschop van Viviers die de feitelijke macht uitbreidde naar de hele streek. De bisschoppen erkenden het gezag van de aartsbisschop van Lyon en van de keizer van het Heilige Roomse Rijk. 
In de 13e eeuw kwam het gebied in de macht van de Franse koning: graaf Raymond VI van Toulouse verloor Vivarais aan de Franse Kroon, bij zijn ballingschap naar Aragon (1216). De koning van Frankrijk deelde zijn gezag nog een tijdlang met de bisschop volgens de Traité de Pariage van 1307. In de 15e eeuw namen de bisschoppen de titel aan van graaf van Viviers, prins van Donzère en Châteauneuf-du-Rhône. Binnen het koninkrijk Frankrijk was Vivarais een stuk van de provincie Languedoc.
Na de Franse Revolutie werd het gebied een departement, Ardèche, vernoemd naar de rivier de Ardèche, de grootste rivier die in het zuidelijke deel van de Vivarais stroomt. De naam Vivarais is nog terug te vinden in de naam van een aantal gemeenten: Vernoux-en-Vivarais, Laurac-en-Vivarais, Saint-André-en-Vivarais. De namen Haut-Vivarais en Bas-Vivarais worden ook nog gebruikt als aanduidingen voor streken in, respectievelijk, het noorden en het zuiden van het departement Ardèche. Ook het bisdom Viviers bestaat nog steeds, al heeft het dorp nog amper 4000 inwoners.
Vivarais verleende zijn naam ook aan het Vivaro-aupenc, het Occitaans dialect gesproken in het noorden van deze provincie en aangrenzende gebieden.